# Босман, Виллем
Виллем Босман (нидерл. Willem Bosman, 1672 -?) — голландский путешественник, исследователь Африки.

## Биография
Виллем Босман родился 12 января 1672 года в городе Утрехте, в возрасте 16 лет поступил на службу в Голландскую Вест-Индскую компанию и в 1688 году был направлен в качестве её представителя на Золотой Берег, а затем стал начальником колонии в Эльмина, основной базе Голландии в этой стране. Босман провёл 14 лет на Золотом берегу и вернулся в 1702 году в Нидерланды, где жил в Утрехте. О дальнейшей его судьбе ничего не известно.
Босман получил известность благодаря книге, в которой он написал о своем опыте пребывания в Африке — «Обстоятельное описание гвинейского Золотого Берега, Берега Зубов (Слоновой кости) и Невольничьего…», она была опубликована в 1704 в Амстердаме, затем последовало немецкое издание в 1708, издания на английском, французском и других языках. В этой книге Босман чрезвычайно подобно описывает собственный опыт, обычаи и традиции африканского населения. Работа Босмана на протяжении длительного времени была чрезвычайно ценным источником по истории, быту и культуре народов Гвинейского побережья.